# ルキノ・ヴィスコンティ
モドローネ伯爵ルキノ・ヴィスコンティ（Luchino Visconti, conte di Modorone, 1906年11月2日 - 1976年3月17日） は、イタリア出身の映画監督、脚本家、舞台演出家、貴族（伯爵）。映画監督・プロデューサーの ウベルト・パゾリーニ (レイチェル・ポートマンの夫)は大甥。

## 生涯

### 生い立ち
1906年11月2日、イタリア王国ミラノで生まれた。実家はイタリアの貴族ヴィスコンティ家の傍流で、父は北イタリア有数の貴族モドローネ公爵であり、ヴィスコンティは14世紀に建てられた城で、幼少期から芸術に親しんで育った。ミラノとコモの私立学校で学んだ後、1926年から1928年まで軍隊生活を送った。退役後、1928年から舞台俳優兼セット・デザイナーとして働き始めた。1936年にはココ・シャネルの紹介でジャン・ルノワールと出会い、アシスタントとしてルノワールの映画製作に携わった。

### キャリア
ヴィスコンティはカンヌのパルムドールや、ベネチアの金獅子賞などを獲得した。
1943年に『郵便配達は二度ベルを鳴らす』で映画監督としてデビュー。原作の使用許可を得ていなかったため、原題は『Ossessione （妄執）』である。同作は現在ではネオレアリズモ運動の先駆的作品と称されることもある。ヴィスコンティは以後、ロベルト・ロッセリーニやヴィットリオ・デ・シーカなどと共にネオレアリズモの主翼を担う存在として知られるようになった。その後、数年間は舞台やオペラの演出家として専心した。また、第二次世界大戦中にはイタリア共産党に入党した。彼は女優のマリア・テレスの助けを借り、自身の家にパルチザンをかくまった。戦後、1948年に南イタリアの貧しい漁師たちを描いた『揺れる大地』を発表し、6年ぶりに映画監督として復帰。同作は第9回ヴェネツィア国際映画祭で国際賞を受賞した。以後、『ベリッシマ』（1951年）や『夏の嵐』（1954年）といったネオレアリズモに根差した作品を発表した。1957年にはドストエフスキーの同名小説を映画化した『白夜』を発表。第18回ヴェネツィア国際映画祭で銀獅子賞を受賞した。また、この頃にイタリア共産党を離党した。
1960年、アラン・ドロンやクラウディア・カルディナーレ、アニー・ジラルドらを起用したネオレアリズモの集大成的大作『若者のすべて』を発表。第21回ヴェネツィア国際映画祭で審査員特別賞と国際映画批評家連盟賞を受賞した。ネオレアリズモが下火となった以後は、自身の出自でもある貴族の没落や芸術家を描いた重厚で耽美的な作風に傾倒した。1963年、バート・ランカスターを主演に迎え、ジュゼッペ・トマージ・ディ・ランペドゥーサの同名小説を映画化した『山猫』を発表。第16回カンヌ国際映画祭でパルム・ドールを受賞した。1965年には『熊座の淡き星影』が第26回ヴェネツィア国際映画祭で金獅子賞を受賞した。1967年にはマルチェロ・マストロヤンニとアンナ・カリーナを起用し、アルベール・カミュの同名小説を映画化した『異邦人』を発表した。
1969年、ダーク・ボガードやヘルムート・バーガー、イングリッド・チューリン、シャーロット・ランプリングらを配した『地獄に堕ちた勇者ども』を発表。ナチスが台頭した1930年代前半のドイツにおける製鉄一族の凋落を描いた。この作品は三島由紀夫に激賞された。1971年には再びボガードを起用し、トーマス・マンの同名小説を映画化した『ベニスに死す』を発表。第24回カンヌ国際映画祭で25周年記念賞を受賞した。同作はマーラーの交響曲第5番第4楽章アダージェットを一躍有名にした作品としても知られる。原作ではマーラーをモデルにした主人公アッシェンバッハは作家であるが、ヴィスコンティはそれを作曲家に変更している。また、タッジオを演じたビョルン・アンドレセンは本作をきっかけにアイドル的な人気を博した。翌1972年にはヘルムート・バーガーを主演に据え、バイエルン王ルートヴィヒ2世の即位から死までを史実に沿って描いた歴史大作『ルートヴィヒ』を発表。ヴィスコンティは撮影中に病に倒れたが、過酷なリハビリをこなした末に同作を完成させた。しかし、左半身の後遺症は生涯残り、以後は車椅子での生活を余儀なくされた。これら3作品は19世紀後半から20世紀前半のドイツ圏の爛熟と崩壊を遡る形で描いた「ドイツ三部作」と呼ばれる。
1974年、バート・ランカスターやヘルムート・バーガー、シルヴァーナ・マンガーノを起用した『家族の肖像』を発表。ランカスターが演じた孤独な老教授はヴィスコンティが自身を投影した人物とされる。日本ではヴィスコンティの死後、1978年に公開され、異例のヒットを記録。キネマ旬報ベストテンの第1位や日本アカデミー賞外国語映画賞などを受賞した。1976年にはガブリエーレ・ダヌンツィオの同名小説を映画化した『イノセント』を発表。貴族映画の傑作として高く評価された。ヴィスコンティの作品は、日本の映画館、名画座、深夜テレビ番組でも、さかんに上映された。
同年3月17日、ローマにて69歳で死去。
生涯に渡りバイセクシュアルであることをオープンにしていた。ヘルムート・バーガーに至ってはヴィスコンティの死後、「私はヴィスコンティの未亡人だ」と発言したこともある。父親もバイセクシュアルであったという。共産党員に所属したことがあったが、大変「貴族的な人物」で、撮影現場も含め常に周囲の人間からマエストロではなく伯爵と呼ばれていた。
愛用の香水は英国ペンハリガン製のハマム・ブーケ。また、ルイ・ヴィトンの鞄を愛用していたが、当時は同社が有名ではなかったので、出演者が勘違いして「さすがはミラノの御貴族だけある。トランクの生地にすらイニシャル（偶然の一致で同じL.V）を入れてオーダーするとは」と感嘆したという逸話がある。

## フィルモグラフィ

### 長編映画
- 郵便配達は二度ベルを鳴らす Ossessione （1943年）
- 揺れる大地 La terra trema: episodio del mare （1948年）
- ベリッシマ Bellissima （1951年）
- 夏の嵐 Senso （1954年）
- 白夜 Le notti bianche （1957年）
- 若者のすべて Rocco e i suoi fratelli （1960年）
- 山猫 Il gattopardo （1963年）
- 熊座の淡き星影 Vaghe stelle dell'orsa （1965年）
- 異邦人 Lo straniero （1967年）
- 地獄に堕ちた勇者ども The Damned / La caduta degli dei （1969年）
- ベニスに死す Death in Venice / Morte a Venezia （1971年）
- ルートヴィヒ Ludwig （1972年）
- 家族の肖像 Conversation Piece / Gruppo di famiglia in un interno （1974年）
- イノセント L'innocente （1976年）

### 短編映画
- Appunti su un fatto di cronaca （1953年） ドキュメンタリー
- われら女性 Siamo donne （1953年） オムニバス
- ボッカチオ'70 Boccaccio '70 （1962年） オムニバス
- 華やかな魔女たち Le streghe （1966年） オムニバス
- タッジオを求めて Alla ricerca di Tadzio （1970年） ドキュメンタリー

## 受賞歴
| 賞                             | 年     | 部門                 | 作品                     | 結果       |
| ------------------------------ | ------ | -------------------- | ------------------------ | ---------- |
| ヴェネツィア国際映画祭         | 1948年 | 国際賞               | 『揺れる大地』           | 受賞       |
| ヴェネツィア国際映画祭         | 1957年 | 銀獅子賞             | 『白夜』                 | 受賞       |
| ヴェネツィア国際映画祭         | 1960年 | 審査員特別賞         | 『若者のすべて』         | 受賞       |
| ヴェネツィア国際映画祭         | 1960年 | 国際映画批評家連盟賞 | 『若者のすべて』         | 受賞       |
| ヴェネツィア国際映画祭         | 1965年 | 金獅子賞             | 『熊座の淡き星影』       | 受賞       |
| ナストロ・ダルジェント賞       | 1958年 | 最優秀作品監督賞     | 『白夜』                 | ノミネート |
| ナストロ・ダルジェント賞       | 1958年 | 脚本賞               | 『白夜』                 | ノミネート |
| ナストロ・ダルジェント賞       | 1961年 | 最優秀作品監督賞     | 『若者のすべて』         | 受賞       |
| ナストロ・ダルジェント賞       | 1961年 | 脚本賞               | 『若者のすべて』         | 受賞       |
| ナストロ・ダルジェント賞       | 1964年 | 最優秀作品監督賞     | 『山猫』                 | ノミネート |
| ナストロ・ダルジェント賞       | 1964年 | 脚本賞               | 『山猫』                 | ノミネート |
| ナストロ・ダルジェント賞       | 1966年 | 脚本賞               | 『熊座の淡き星影』       | ノミネート |
| ナストロ・ダルジェント賞       | 1970年 | 最優秀作品監督賞     | 『地獄に堕ちた勇者ども』 | 受賞       |
| ナストロ・ダルジェント賞       | 1970年 | 脚本賞               | 『地獄に堕ちた勇者ども』 | ノミネート |
| ナストロ・ダルジェント賞       | 1972年 | 最優秀作品監督賞     | 『ベニスに死す』         | 受賞       |
| ナストロ・ダルジェント賞       | 1974年 | 最優秀作品監督賞     | 『ルートヴィヒ』         | ノミネート |
| ナストロ・ダルジェント賞       | 1974年 | 脚本賞               | 『ルートヴィヒ』         | ノミネート |
| ナストロ・ダルジェント賞       | 1975年 | 最優秀作品監督賞     | 『家族の肖像』           | 受賞       |
| ナストロ・ダルジェント賞       | 1975年 | 脚本賞               | 『家族の肖像』           | ノミネート |
| 英国アカデミー賞               | 1961年 | 総合作品賞           | 『若者のすべて』         | ノミネート |
| 英国アカデミー賞               | 1971年 | 総合作品賞           | 『ベニスに死す』         | ノミネート |
| 英国アカデミー賞               | 1971年 | 監督賞               | 『ベニスに死す』         | ノミネート |
| イタリア・ゴールデングローブ賞 | 1961年 | 作品賞               | 『若者のすべて』         | 受賞       |
| イタリア・ゴールデングローブ賞 | 1971年 | 作品賞               | 『ベニスに死す』         | 受賞       |
| ボディル賞                     | 1962年 | 非アメリカ映画賞     | 『若者のすべて』         | 受賞       |
| ボディル賞                     | 1972年 | 非アメリカ映画賞     | 『ベニスに死す』         | 受賞       |
| カンヌ国際映画祭               | 1963年 | パルム・ドール       | 『山猫』                 | 受賞       |
| カンヌ国際映画祭               | 1971年 | 25周年記念賞         | 『ベニスに死す』         | 受賞       |
| ゴールデングローブ賞           | 1967年 | 外国語映画賞         | 『異邦人』               | ノミネート |
| アカデミー賞                   | 1969年 | 脚本賞               | 『地獄に堕ちた勇者ども』 | ノミネート |
| ニューヨーク映画批評家協会賞   | 1969年 | 作品賞               | 『地獄に堕ちた勇者ども』 | 次点       |
| ニューヨーク映画批評家協会賞   | 1969年 | 監督賞               | 『地獄に堕ちた勇者ども』 | 次点       |
| ニューヨーク映画批評家協会賞   | 1969年 | 脚本賞               | 『地獄に堕ちた勇者ども』 | 次点       |
| ダヴィッド・ディ・ドナテッロ賞 | 1971年 | 監督賞               | 『ベニスに死す』         | 受賞       |
| ダヴィッド・ディ・ドナテッロ賞 | 1973年 | 作品賞               | 『ルートヴィヒ』         | 受賞       |
| ダヴィッド・ディ・ドナテッロ賞 | 1973年 | 監督賞               | 『ルートヴィヒ』         | 受賞       |
| ダヴィッド・ディ・ドナテッロ賞 | 1975年 | 作品賞               | 『家族の肖像』           | 受賞       |
| フランス映画批評家協会賞       | 1971年 | 外国語映画賞         | 『ベニスに死す』         | 受賞       |
| キネマ旬報ベスト・テン         | 1971年 | 外国映画ベスト・テン | 『ベニスに死す』         | 1位        |
| キネマ旬報ベスト・テン         | 1971年 | 外国映画監督賞       | 『ベニスに死す』         | 受賞       |
| キネマ旬報ベスト・テン         | 1978年 | 外国映画ベスト・テン | 『家族の肖像』           | 1位        |
| キネマ旬報ベスト・テン         | 1978年 | 外国映画監督賞       | 『家族の肖像』           | 受賞       |
| 日本アカデミー賞               | 1978年 | 外国作品賞           | 『家族の肖像』           | 受賞       |
| ブルーリボン賞                 | 1978年 | 外国作品賞           | 『家族の肖像』           | 受賞       |

## 書籍

### 著作
- 『ヴィスコンティ秀作集』（全8巻 新書館、1981年-1982年） 各シナリオ、対話、撮影日誌・解説ほか

1. ベニスに死す
2. 夏の嵐
3. 山猫
4. 地獄に堕ちた勇者ども
5. 家族の肖像
6. 若者のすべて
7. 熊座の淡き星影
8. 郵便配達は二度ベルを鳴らす

- 『ルートヴィヒ』 （豊田雅子ほか訳、山猫書房、1980年、新装版1989年）
- 『ヴィスコンティ＝プルースト シナリオ「失われた時を求めて」』 （大条成昭訳、筑摩書房、1984年 / ちくま文庫、1993年） スーゾ・チェッキ・ダミーコとの共著
- 『アンジェロの朝』（吉田加南子訳、PARCO出版、1995年） 若き日に執筆した未完の小説

### 伝記・フィルモグラフティ
- 『ヴィスコンティ集成 退廃の美しさに彩られた孤独の肖像』 （〈ブック・シネマテーク4〉フィルムアート社、1981年）
- 『ヴィスコンティのスター群像』 （<シネアルバム87>芳賀書店、1982年、新版1991年）、各・写真多数の入門書
- 『ヴィスコンティ・フィルムアルバム』 （カテリーナ・ダミーコ・デ・カルヴァロ、新書館、1981年）
- 『ルキーノ・ヴィスコンティ ある貴族の生涯』 （モニカ・スターリング、上村達雄訳、平凡社、1982年）
- 『ヴィスコンティの遺香　華麗なる全生涯を完全追跡』 篠山紀信撮影・編（小学館、1982年／増訂版2007年）
- 『ヴィスコンティ 評伝＝ルキノ・ヴィスコンティの生涯と劇的想像力』 （ジャンニ・ロンドリーノ編、大条成昭訳、新書館、1983年）
- 『ルキノ・ヴィスコンティの肖像』（キネマ旬報社、2016年）。「キネマ旬報」に掲載された作品論

### 作品研究
- 『ルキーノ・ヴィスコンティ研究　1号－遺作「罪なき者」をめぐって』 （柳澤一博・ルキーノ・ヴィスコンティ研究会編、1977年-1979年）
- 『ルキーノ・ヴィスコンティ研究 2号－特集「ベニスに死す」』 （柳澤一博・ルキーノ・ヴィスコンティ研究会編、1977年-1979年）
- 『ヴィスコンティ ルードウィヒ・神々の黄昏』 （新書館ペーパームーン、1980年）
- 『ヴィスコンティとその芸術』 （柳澤一博他編、PARCO出版、1981年）
- 『ユリイカ 詩と評論－特集ヴィスコンティ』 1984年5月号、青土社
- 『ヴィスコンティ 壮麗なる虚無のイマージュ』 （若菜薫著、鳥影社、2000年）
- 『ヴィスコンティ2  高貴なる錯乱のイマージュ』（若菜薫著　鳥影社、2006年）
- 『ルキーノ・ヴィスコンティ』 （エスクァイアマガジンジャパン、2006年）
- 『ヴィスコンティを求めて』 （柳澤一博著、東京学参、2006年）

## 関連人物
- シルヴァーナ・マンガーノ
- アラン・ドロン
- ロミー・シュナイダー
- ダーク・ボガード
- ヘルムート・バーガー
- ジャンカルロ・ジャンニーニ
- ラウラ・アントネッリ
- フェデリコ・フェリーニ
- バート・ランカスター
- マルチェロ・マストロヤンニ
- ソフィア・ローレン
- クラウディア・カルディナーレ
- ゲルト・フレーベ
- ヘルムート・グリーム
- トレヴァー・ハワード